# Neopanops boharti
Neopanops boharti är en tvåvingeart som beskrevs av Evert I. Schlinger 1959. Neopanops boharti ingår i släktet Neopanops och familjen kulflugor. Inga underarter finns listade i Catalogue of Life.